# برنارد شرينر
برنارد شرينر هو سياسي فرنسي، ولد في 30 أغسطس 1937 في بروماث في فرنسا، وتوفي في 24 مارس 2020 في هاغويناو في فرنسا. نشط حزبياً في الاتحاد من أجل حركة شعبية والتجمع من أجل الجمهورية.

## مناصب
- انتخب ممثل الجمعية البرلمانية لمجلس أوروبا [الإنجليزية]‏ لترشحه ضمن قائمة فرنسا، (10 مايو 1993 – 1 أكتوبر 2007).
- انتخب نائب فرنسي عن دائرة Bas-Rhin's 9th constituency [الإنجليزية]‏ خلال فترته النيابية  [لغات أخرى]‏ (19 يونيو 2002 – 19 يونيو 2007).
- انتخب نائب فرنسي عن دائرة Bas-Rhin's 9th constituency [الإنجليزية]‏ خلال فترته النيابية  [لغات أخرى]‏ (12 يونيو 1997 – 18 يونيو 2002).
- انتخب نائب فرنسي عن دائرة Bas-Rhin's 9th constituency [الإنجليزية]‏ خلال فترته النيابية  [لغات أخرى]‏ (2 أبريل 1993 – 21 أبريل 1997).
- انتخب عضو المجلس العام  [لغات أخرى]‏ Canton of Brumath [الإنجليزية]‏ (1988 – 2008).
- انتخب Regional council member of Alsace ‏ (1986 – 1989).
- انتخب Mayor of Brumath ‏ (1977 – 2001).
- انتخب نائب فرنسي عن دائرة Bas-Rhin's 9th constituency [الإنجليزية]‏ خلال فترته النيابية  [لغات أخرى]‏ (23 يونيو 1988 – 1 أبريل 1993).